# Tricholoma sejunctum
Tricholoma sejunctum (Sowerby) Quél., Mém. Soc. Émul. Montbéliard, Sér. 2 5: 76 (1872)
Tricholoma sejunctum (Sowerby) Quél. (1872) è un fungo sospetto i cui colori del cappello sono talvolta sovrapponibili a quelli della mortale Amanita phalloides.

## Descrizione della specie
Cappello
5–7 cm, da convesso e spesso involuto al margine a piano-umbonato, più scuro al centro per fitte fibrille radiali, setoso, colorato in tutte le gamme del giallo-olivastro
Lamelle
Non fitte, smarginate ed attaccate al gambo con uncino, bianche, con tonalità gialle sul tagliente in prossimità del bordo del cappello.
Gambo
5-10 x 0,5–2 cm, pieno, cilindrico o affusolato o ritorto, bianco decorato da fini fibrille e spesso da sfumature gialle.
Carne
Bianca con toni del colore del cappello sotto la cuticola, immutabile
- Odore: tenue come di farina appena macinata.
- Sapore:  amarognolo.

Spore
Bianche in massa, 5-7,5 x 4-6 μ, lisce, ovali ellittiche, non amiloidi.

## Habitat
In autunno nei boschi di latifoglia e di conifere in gruppi.

## Commestibilità
Sospetto, probabilmente tossico.
Sembra aver causato episodi di sindrome gastrointestinale. In ogni caso la sua raccolta è fortemente sconsigliata per l'estrema somiglianza della colorazione alla mortale Amanita phalloides, dalla quale comunque è possibile stabilire nette differenze nella morfologia.

## Sinonimi e binomi obsoleti
- Agaricus leucoxanthus var. sejunctus (Sowerby) Pers., (1828)
- Agaricus sejunctus Sowerby, Col. '(1798-99)
- Gyrophila sejuncta (Sowerby) Quél., (1896)
- Gyrophila sejuncta var. sejuncta (Sowerby) Quél., (1896)
- Melanoleuca sejuncta (Sowerby) Murrill, (1914)

- Wikimedia Commons contiene immagini o altri file su Tricholoma sejunctum